# Vénus Landolina
La Vénus Landolina est une sculpture romaine en marbre de la première moitié du Ier siècle av. J.-C., conservée au Musée archéologique régional Paolo Orsi de Syracuse.
Le sculpteur romain a créé une figure originale en s'écartant d'un modèle-type proche de l'Aphrodite pudique, elle-même dérivée de l'Aphrodite de Cnide par Praxitèle. Certaines particularités la rapprochent de l'Aphrodite du Capitole et de la Vénus de Médicis (seule cette dernière étant d'origine grecque). Elle a fait l'objet d'une variation célèbre conservée au Musée national archéologique d'Athènes sous la dénomination Aphrodite de Syracuse.
Elle représenterait une vénus anadyomène, c'est-à-dire sortant des eaux (symbolisées par un dauphin), se couvrant de façon pudique d'une draperie qu'elle tient de sa main gauche pour cacher son pubis, mais laissant nus ses jambes à l'avant et son dos et ses fesses à l'arrière. Son bras droit, disparu, se tenait devant les seins.
Cette statue serait une copie ou adaptation romaine, produite dans un atelier de la ville sous la dynastie julio-claudienne, voire la dynastie flavienne, d’un modèle grec du IIe siècle av. J.-C.
Elle porte le nom de l'archéologue Saverio Landolina (1743-1814), qui l'a découverte en 1804 dans un nymphée du quartier d'Acradina à Syracuse. 
Elle est considérée par Guy de Maupassant comme « une des plus belles Vénus du monde ».

## La Vie errante, Maupassant
« En pénétrant dans le musée, je l’aperçus au fond d’une salle, et belle comme je l’avais devinée.

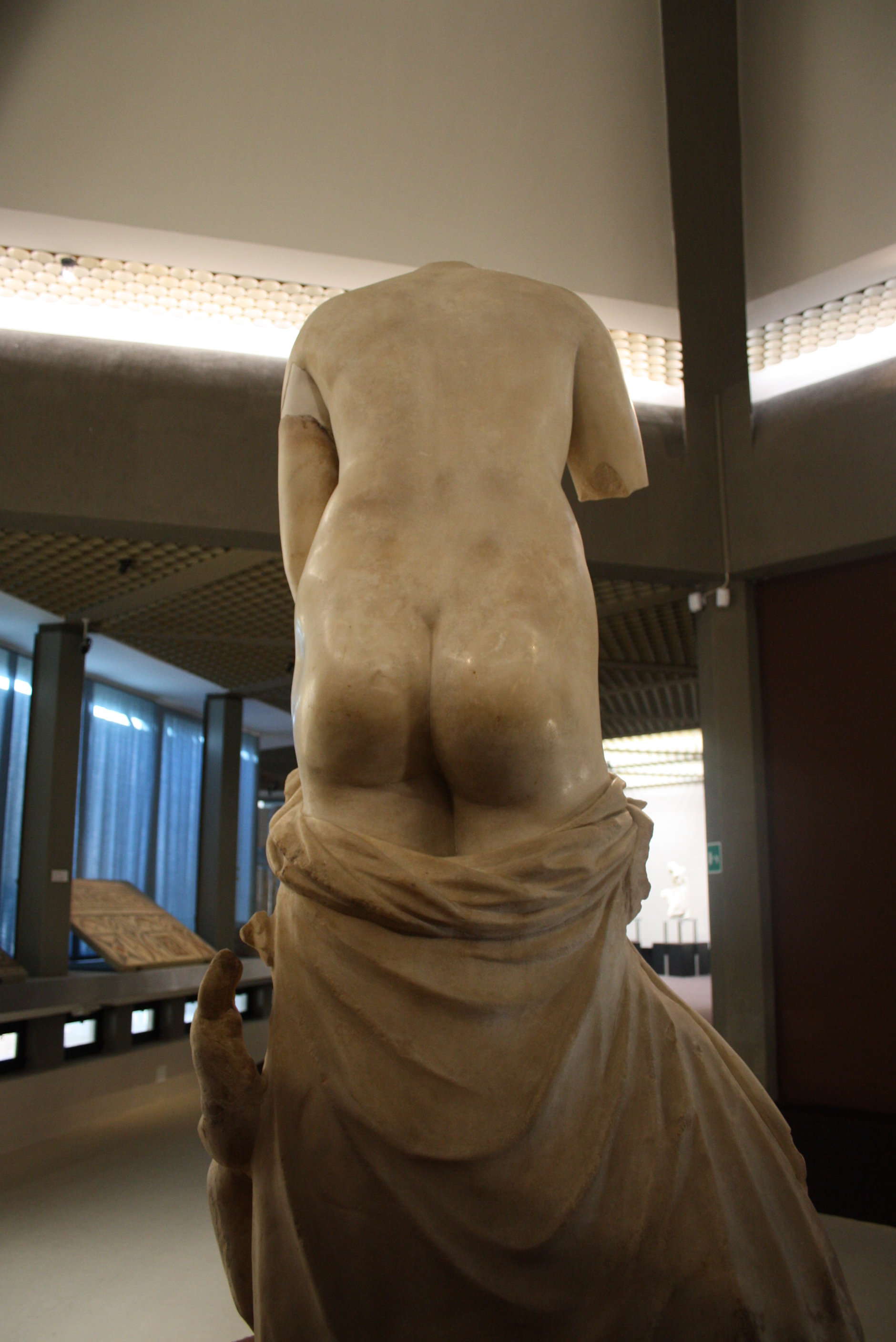
Vue de dos.

Elle n’a point de tête, un bras lui manque ; mais jamais la forme humaine ne m’est apparue plus admirable et plus troublante.
Ce n’est point la femme poétisée, la femme idéalisée, la femme divine ou majestueuse comme la Vénus de Milo, c’est la femme telle qu’elle est, telle qu’on l’aime, telle qu’on la désire, telle qu’on la veut étreindre. Elle est grasse, avec la poitrine forte, la hanche puissante et la jambe un peu lourde, c’est une Vénus charnelle, qu’on rêve couchée en la voyant debout. Son bras tombé cachait ses seins ; de la main qui lui reste elle soulève une draperie dont elle couvre, avec un geste adorable, les charmes les plus mystérieux. Tout le corps est fait, conçu, penché pour ce mouvement, toutes les lignes s’y concentrent, toute la pensée y va. Ce geste simple et naturel, plein de pudeur et d’impudicité, qui cache et montre, voile et révèle, attire et dérobe, semble définir toute l’attitude de la femme sur la terre.
Et le marbre est vivant. On le voudrait palper avec la certitude qu’il cédera sous la main, comme de la chair.
Les reins, surtout, sont inexprimablement animés et beaux. Elle se déroule avec tout son charme, cette ligne onduleuse et grasse des dos féminins qui va de la nuque aux talons, et qui montre dans le contour des épaules, dans la rondeur décroissante des cuisses et dans la légère courbe du mollet aminci jusqu’aux chevilles, toutes les modulations de la grâce humaine.
Une œuvre d’art n’est supérieure que si elle est, en même temps, un symbole et l’expression exacte d’une réalité.
La Vénus de Syracuse est une femme, et c’est aussi le symbole de la chair.
Devant la tête de la Joconde, on se sent obsédé par on ne sait quelle tentation d’amour énervant et mystique. Il existe aussi des femmes vivantes dont les yeux nous donnent ce rêve d’irréalisable et mystérieuse tendresse. On cherche en elles autre chose derrière ce qui est, parce qu’elles paraissent contenir et exprimer un peu de l’insaisissable idéal. Nous le poursuivons sans jamais l’atteindre, derrière toutes les surprises de la beauté qui semble contenir de la pensée, dans l’infini du regard qui n’est qu’une nuance de l’iris, dans le charme du sourire venu du pli de la lèvre et d’un éclair d’émail, dans la grâce du mouvement né du hasard et de l’harmonie des formes.
(...) La Vénus de Syracuse est la parfaite expression de cette beauté puissante, saine et simple. Ce torse admirable, en marbre de Paros, est, dit-on la Vénus Callipyge décrite par Athénée et Lampride, qui fut donnée par Héliogabale aux Syracusains.
Elle n’a pas de tête ! Qu’importe ! Le symbole en est devenu plus complet. C’est un corps de femme qui exprime toute la poésie réelle de la caresse.
Schopenhauer a dit que la nature, voulant perpétuer l’espèce, a fait de la reproduction un piège.
Cette forme de marbre, vue à Syracuse, c’est bien le piège humain deviné par l’artiste antique, la femme qui cache et montre l’affolant mystère de la vie.
Est-ce un piège ? Tant pis ! Elle appelle la bouche, elle attire la main, elle offre aux baisers la palpable réalité de la chair admirable, de la chair élastique et blanche, ronde et ferme et délicieuse sous l’étreinte.
Elle est divine, non pas parce qu’elle exprime une pensée, mais seulement parce qu’elle est belle.
(...) Au moment de sortir, je donne encore à cette croupe de marbre ce dernier regard de la porte qu’on jette aux femmes aimées, en les quittant, et je monte aussitôt en barque pour aller saluer, devoir d’écrivain, les papyrus de l’Anapo. »